# BMW Open 2024
BMW Open 2024 byl tenisový turnaj na mužském profesionálním okruhu ATP Tour, hraný v areálu MTTC Iphitos. Jubilejní padesátý ročník BMW Open probíhal mezi 15. a 21. dubnem 2024 v německém Mnichově na antukových dvorcích.
Turnaj dotovaný 651 865 eury patřil do kategorie ATP Tour 250. Nejvýše nasazeným singlistou se stal pátý tenista světa Alexander Zverev z Německa, jenž ve čtvrtfinále podlehl Garínovi. Jako poslední přímý účastník do dvouhry nastoupil český 116. hráč žebříčku Vít Kopřiva, který usiloval o první výhru na túře ATP mimo Davis Cup. Na úvod jej však vyřadil Jack Draper. V důsledku invaze Ruska na Ukrajinu na konci února 2023 řídící organizace tenisu ATP, WTA a ITF s grandslamy rozhodly, že ruští a běloruští tenisté mohli dále na okruzích startovat, ale do odvolání nikoli pod vlajkami Ruska a Běloruska.
Premiérový singlový titul na okruhu ATP Tour vyhrál Němec Jan-Lennard Struff, jakožto první mnichovský šampion z Německa od Zvereva v roce 2018. Ve 33 letech a 11 měsících se stal třetím nejstarším šampionem prvního turnaje v historii túry ATP. Čtyřhru ovládl indicko-francouzský pár Juki Bhambri a Albano Olivetti, kteří získali první společnou trofej.

## Rozdělení bodů a finančních odměn

### Rozdělení bodů
| Soutěž  | Soutěž      | vítězové | finalisté | semifinalisté | čtvrtfinalisté | 16 v kole | 28 v kole | Q  | Q2 | Q1 |
| ------- | ----------- | -------- | --------- | ------------- | -------------- | --------- | --------- | -- | -- | -- |
| dvouhra | [ 2 ] [ 7 ] | 250      | 165       | 100           | 50             | 25        | 0         | 13 | 7  | 0  |
| čtyřhra | [ 8 ]       | 250      | 150       | 90            | 45             | 0         | —         | —  | —  | —  |

### Finanční odměny
| Soutěž                                | Soutěž      | vítězové | finalisté | semifinalisté | čtvrtfinalisté | 16 v kole | 28 v kole | Q2      | Q1      |
| ------------------------------------- | ----------- | -------- | --------- | ------------- | -------------- | --------- | --------- | ------- | ------- |
| dvouhra                               | [ 2 ] [ 7 ] | 88 125 € | 51 400 €  | 30 220 €      | 17 510 €       | 10 165 €  | 6 215 €   | 3 105 € | 1 695 € |
| čtyřhra                               | [ 8 ]       | 30 610 € | 16 380 €  | 9 600 €       | 5 370 €        | 3 160 €   | —         | —       | —       |
| částka ve čtyřhrách je uvedena na pár |             |          |           |               |                |           |           |         |         |

## Mužská dvouhra

### Nasazení
| Stát                         | Hráč                  | ATP | Nasazení |
| ---------------------------- | --------------------- | --- | -------- |
| Německo                      | Alexander Zverev      | 5.  | 1.       |
| Dánsko                       | Holger Rune           | 7.  | 2.       |
| USA                          | Taylor Fritz          | 13. | 3.       |
| Německo                      | Jan-Lennard Struff    | 25. | 4.       |
| Kanada                       | Félix Auger-Aliassime | 35. | 5.       |
| Spojené království           | Jack Draper           | 39. | 6.       |
| Německo                      | Dominik Koepfer       | 54. | 7.       |
| Kazachstán                   | Alexandr Ševčenko     | 55. | 8.       |
| Žebříček ATP k 8. dubnu 2024 |                       |     |          |

### Jiné formy účasti
Následující hráči obdrželi divokou kartu do hlavní soutěže:
- Rudolf Molleker
- Max Hans Rehberg
- Marko Topo

Následující hráči postoupili z kvalifikace:
- Ivan Gachov
- Marc-Andrea Hüsler
- Alejandro Moro Cañas
- Francesco Passaro

### Odhlášení
před zahájením turnaje
- Marcos Giron → nahradil jej  Vít Kopřiva
- Jakub Menšík → nahradil jej  Dominic Thiem
- Andy Murray → nahradil jej  Jurij Rodionov
- Dino Prižmić → nahradil jej  Camilo Ugo Carabelli

## Mužská čtyřhra

### Nasazení
| Stát                                                                                   | Hráč              | Stát    | Hráč            | ATP | Nasazení |
| -------------------------------------------------------------------------------------- | ----------------- | ------- | --------------- | --- | -------- |
| Německo                                                                                | Kevin Krawietz    | Německo | Tim Pütz        | 26. | 1.       |
| USA                                                                                    | Nathaniel Lammons | USA     | Jackson Withrow | 50. | 2.       |
| Belgie                                                                                 | Sander Gillé      | Belgie  | Joran Vliegen   | 58. | 3.       |
| Uruguay                                                                                | Ariel Behar       | Česko   | Adam Pavlásek   | 81. | 4.       |
| Žebříček ATP k 8. dubnu 2024; číslo je součtem žebříčkového postavení obou členů páru. |                   |         |                 |     |          |

### Jiné formy účasti
Následující páry obdržely divokou kartu do hlavní soutěže:
- Henri Haupt /  Marko Topo
- Andreas Mies /  Jan-Lennard Struff

Následující pár nastoupil z pozice náhradníka:
- Jakob Schnaitter /  Mark Wallner

### Odhlášení
před zahájením turnaje
- Marcos Giron /  Evan King → nahradili je   Robert Galloway /  Evan King
- Kevin Krawietz /  Tim Pütz → nahradili je   Jakob Schnaitter /  Mark Wallner

## Přehled finále

### Mužská dvouhra
- Jan-Lennard Struff vs.  Taylor Fritz, 7–5, 6–3

### Mužská čtyřhra
- Juki Bhambri /  Albano Olivetti vs.  Andreas Mies /  Jan-Lennard Struff, 7–6(8–6), 7–6(7–5)